# 냉초
냉초(冷草, Veronicastrum sibiricum)는 한국, 일본, 중국, 시베리아 등지에 분포하는 여러해살이풀로 숨위나물, 수뤼나물, 초불위령선이라고도 한다. 높이는 약 40-80cm이다. 잎은 4-8장씩 돌려나고 잎자루가 없다. 잎 형태는 끝이 뾰족한 타원형으로 가장자리에 잔톱니가 있다. 꽃은 홍자색을 띠며, 7-8월에 총상꽃차례로 밑에서부터 피어 올라간다. 열매는 끝이 뾰족한 달걀 모양이며, 익으면 말라서 쪼개진다. 관상식물로 가꾸거나 밀원식물로 이용하기도 한다. 어린순을 나물로 먹고 한방에서 뿌리를 관절염, 방광염, 변비, 중풍 따위에 약으로 쓴다.